# Ашурбейли, Игорь Рауфович
Игорь Рауфович Ашурбейли или Игорь Рауф оглы Ашурбейли (азерб. İqor Rauf oğlu Aşurbəyli, 9 сентября 1963, Баку, Азербайджанская ССР) — российский предприниматель. Председатель совета директоров холдинга «Социум», научный руководитель КБ-1. В 2001—2011 годах — Генеральный директор НПО ОАО «ГСКБ „Алмаз-Антей“». Доктор технических наук. 12 октября 2016 года учредил космическое государство Асгардия, королём которого он теперь и является. Председатель Партии возрождения России. Потомок известного азербайджанского рода Ашурбековых (азербайджанских нефтепромышленников-аристократов).

## Биография
Родился 9 сентября 1963 г. в Баку, Азербайджан. В 1985 году окончил Азербайджанский институт нефти и химии. Работал во ВНИИ переработки газа. В 1988 году создал и возглавил «Кооперативное координационно-производственное объединение (ККПО) „Социум“», занимавшееся разработкой программного обеспечения, обучением компьютерной грамотности и консалтингом.
В 1990 году переехал в Москву, где создал и возглавил Всесоюзное научно-производственное объединение (ВНПО) «Социум» при Союзе предприятий потребительской кооперации Центросоюза СССР, занимавшееся разработкой, производством и реализацией информационных баз данных.
В 1991 году, совместно с НПО «Алмаз» и рядом других известных государственных и частных структур, ВНПО «Социум» выступил инициатором и соучредителем, а его руководитель возглавил ОАО «Международное бюро информации и телекоммуникаций», занимавшееся разработкой, производством и реализацией широкой номенклатуры информационных и телекоммуникационных продуктов.
В 1994 году был приглашён на постоянную работу в НПО «Алмаз», где последовательно занимал должности заместителя генерального директора, финансового директора, первого заместителя генерального директора, председателя Совета директоров. Осуществил комплексное научно-техническое, организационное и финансовое оздоровление предприятия.
С 2000 по 2011 год — генеральный директор ОАО «НПО „Алмаз“ имени академика А. А. Расплетина» (ОАО «ГСКБ „Алмаз-Антей“»)
Под его руководством созданы новейшие модификации зенитных ракетных систем С-300 «Фаворит», разработаны и поставлены в Вооружённые силы Российской Федерации зенитные ракетные системы С-400 «Триумф».
Его авторская Концепция создания Единой системы зенитного ракетного оружия (ЕС ЗРО) ПВО-ПРО 5-го поколения утверждёна решениями ВПК при Правительстве Российской Федерации в 2007 и в 2009 годах. В 2010 году успешно завершёно проектирование систем «С-500», «Витязь» и других составляющих ЕС ЗРО.
Им задумано и реализовано к концу 2010 года присоединение головных разрабатывающих предприятий и соответствующих научных школ ПВО-ПРО сухопутных войск, военно-морского флота, космических войск и АСУ ПВО к базовому системообразующему межвидовому разработчику ОАО «ГСКБ „Алмаз-Антей“ имени академика А.А. Расплетина».
С 2011 года по настоящее время — председатель президиума созданного по его инициативе в 2004 году некоммерческого партнёрства «Вневедомственный экспертный совет по проблемам воздушно-космической обороны» (ВЭС ВКО). Разработал Концепцию создания Единой системы воздушно-космической обороны России (ЕС ВКО).
В 2013 году основал Aerospace International Research Center GmbH (Вена, Австрия). С этого же времени является главным редактором журнала Room Space Journal.
В 2015 году ВЭС ВКО получило статус эксперта структуры Экономического и Социального Совета ООН.
Являлся председателем редакционного совета газеты «Военно-промышленный курьер».
Действительный член Академии инженерных наук имени академика А. М. Прохорова.
Действительный член Академии военных наук.
Научный руководитель ОАО «Конструкторское бюро-1» в Москве и Международного центра исследований воздушно-космического пространства в Вене.
Главный редактор международного космического журнала «Room» в Лондоне.
Доктор технических наук. Автор более 100 научных работ, в том числе одной энциклопедии и трёх монографий.
Награждён орденом Почёта и четырьмя государственными медалями, Премией Правительства РФ в области науки и техники, пятью орденами Русской Православной Церкви, множеством общественных и ведомственных наград.
Ктитор Патриаршего подворья — Храма св. прмц Елисаветы, построенного им в Покровском-Стрешневе в Москве, и Храма св. Иоанна Предтечи, построенного им в селе Хирино под Арзамасом.
С момента опубликования в 2009 году кадрового резерва Президента Российской Федерации и по достижении 51-летнего возраста (предельного для нахождения в этом Федеральном резерве управленческих кадров) включён в список «президентская тысяча» (в 2014 году по состоянию на 20 февраля под № 304).
В декабре 2013 принят в действительные члены Императорского православного палестинского общества, в июне 2014 года назначен заместителем председателя ИППО.
С 25 декабря 2015 года является директором Императорского православного палестинского общества в Израиле.
Председатель Межрегиональной общественной организации «Граждане за себя».
Член Совета по внешней и оборонной политике. В 2016 году избран председателем партии возрождения России.
В 2016 году присвоено звание «Почетный гражданин города Арзамаса» за особые заслуги перед жителями города, вклад в социально-экономическое развитие города.
С 21 января 2021 года является председателем Общероссийской общественной организации содействия построению социального государства «Россия», согласно выписке из Единого государственного реестра юридических лиц.
Сын Руслан, окончил Московский авиационный институт.

## Виртуальное государство Асгардия
12 октября 2016 года объявил о создании виртуального «космического» государства — Асгардии. 26 июня 2018 года во время визита в миссию ООН в Вене принёс присягу перед дипломатами, исследователями, экспертами по праву и инженерами со всего мира как король Асгардии.

## Признание
Согласно официальным документам ГСКБ, И. Р. Ашурбейли был уволен со своего поста с вынесением благодарности за многолетнюю работу.

## Награды и признание вклада
Результаты профессиональной деятельности Игоря Ашурбейли отмечены рядом государственных и общественных наград, среди которых
- Премия Правительства РФ в области науки и техники
- Орден Почёта
- Медаль им. Г. К. Жукова
- Медаль «В память 850-летия Москвы»
- Медаль «В память 800-летия Нижнего Новгорода» (25 июня 2021)[11]
- Медаль «200 лет Министерству обороны»
- Почетный гражданин города Арзамас (30.09.2016)[12]
- Почётный знак «Лидер Российской экономики».
- Московский конкурс «Менеджер года — 2000»[13]
- Премия «Российский Национальный Олимп» в номинации «Промышленник — Учёный Года» (2003 г.)[14]
- Звание «Человек года-2013» в номинации «Возрождение исторических традиций» — за восстановление храма Святой преподобномученицы Елисаветы в Покровское-Стрешнево, храма Иоанна Предтечи в селе Хирине Нижегородской области, за организацию первого паломничества по местам скорбного посмертного пути великой княгини Елисаветы Фёдоровны (Москва — Алапаевск — Пекин — Иерусалим)[15]
- Почётный диплом президиума РАН за работы по популяризации науки 2015 года — за цикл работ по анализу, изучению и пропаганде творческого наследия академика А. А. Расплетина[16]
- Специальный диплом Союза писателей России (2011)[17]

Церковные награды
- Орден Русской Православной Церкви «Святого Благоверного Князя Даниила Московского» III степени
- Орден Русской Православной Церкви «Святого Благоверного Князя Даниила Московского» II степени
- Орден «Святителя Николая Чудотворца» III степени
- Орден святого преподобного Серафима Саровского II степени — за помощь в строительстве Храма Святой преподобномученицы Елисаветы в Покровском-Стрешневе г. Москвы